# Ken Strong
Pro Football Hall of Fame 1967
(en) Statistiques sur pro-football-reference
Elmer Kenneth Strong Jr (né le 21 avril 1906 à West Haven et mort le 5 octobre 1979 à New York) est un joueur américain de football américain évoluant au poste de halfback.

## Carrière

### Université
Ken Strong fait ses études à l'université de New York où il commence sa carrière de footballeur américain. Ses performances impressionnent au point qu'il est plusieurs fois nommé All-American.

### Professionnel
Strong commence à jouer dans le club des Stapletons de Staten Island lors de la saison 1929 où il marque ses quatre premiers touchdowns. En 1930, il change légèrement de poste, évoluant en tant que wide receiver, réalisant une bonne saison avec sept touchdowns. Lors de la saison 1931, il marque une nouvelle fois sept touchdowns. En 1932, Strong change une nouvelle fois de poste, prenant celui de fullback. À noter que lors de cette saison, il occupe quelquefois le poste de quarterback.
En 1933, il s'essaie au poste de tireur de transformation (extra point) marquant six touchdowns et treize coup de pied, marquant à lui seul un total de 64 points en une saison, lui permettant d'être le joueur ayant marqué le plus de points lors de cette saison ainsi que le meilleur tireur. Le 20 novembre 1933, il réalise le plus petit coup de pied de départ avec un fair catch de l'histoire de la NFL après trente yards.
La saison 1934 le voit marquer six touchdowns et continuer à évoluer à plusieurs postes. Après une saison 1935 décevante, il quitte les Giants pour la seconde division de l'AFL (football américain en salle) mais reste à New York, évoluant deux saisons dans la franchise.
Il ne joue pas pendant une année avant de réapparaître chez les Giants lors de la saison 1939, mais il ne joue pas beaucoup. Il s'absente des terrains à cause de la Seconde Guerre mondiale mais revient en 1944 devenant le kicker de la franchise new yorkaise marquant vingt-trois transformations et six field goals. Il reste à ce poste jusqu'à la fin de la saison 1947, date de son retrait des terrains.